# Семёновка (городской округ город Йошкар-Ола)
Семёновка — село в городском округе Йошкар-Ола Республики Марий Эл (Россия). Село находится в ведении Семёновского территориального управления администрации города.

## География
Семёновка находится в 7 километрах к северо-востоку от центра города Йошкар-Ола.

## История
Село, скорее всего, названо по имени первопоселенца — Семён (как гласит предание, в начале 18 века два брата — Семён и Антон построили себе дома на нынешнем месте села).
Первое упоминание о деревне относится к I ревизии 1723 года, когда здесь числилось 8 ревизских душ помещичьих крестьян. С этого года действовал винокуренный завод. В 1727 году была освящена деревянная церковь Покрова.
По III ревизии 1763 года здесь проживало 19 человек (10 мужчин, 9 женщин), русские. IV ревизия в 1782 году учла 10 мужчин и 4 женщины, а V ревизия 1795 года — 9 мужчин и 10 женщин в 3 дворах в ведомстве Казанской казённой палаты.
В 1818 году на средства жителей Семёновки была построена Церковь Рождества Пресвятой Богородицы, которая оставалась действующей даже в советское время. Храм был закрыт 27 января 1940 года. Богослужения в храме возобновились лишь 4 ноября 1944 года. По этой церкви до середины XIX века село имело второе название — Рождественское.
В 1859 году в казённом селе Семёновка 1-го стана Царевококшайского уезда Казанской губернии в 28 дворах проживало 172 человека (74 мужчины и 98 женщин).
12 декабря 1884 года открылась церковно-приходская школа. Здесь обучались 19 человек, в том числе 11 русских (8 мальчиков и 3 девочки) и 8 мальчиков марийцев. Её первыми учителями были священник Василий Банифатьев и дьякон Петр Разумов. В начале XX века в храме было 3 престола: главный — во имя Рождества Пресвятой Богородицы, правый — во имя Николая Чудотворца, левый — во имя святого пророка Илии.
В 1912 году в селе было 35 дворов. В 1915 году здесь было открыто земское училище смешанного типа, которое после Революции преобразовали в школу первой ступени. В 1916 году здесь проживало 15 семей беженцев из Холмской губернии (Польша).
В 1934 году организован колхоз «Большевик», в котором насчитывалась овцеферма и 23 лошади (из них 20 рабочих). В селе было 121 хозяйство, из них членов колхоза — 54, единоличников — 5, рабочих и служащих — 62. В 1939 году открылось училище, плодопитомник для подготовки специалистов-садоводов, затем на базе плодопитомника была организована одногодичная садово-пчеловодческая школа.
С 14 февраля 1946 года по март 1959 года село Семёновка являлось районным центром Семёновского района Марийской АССР, затем район был расформирован и частично вошёл в состав Медведевского района, а частично — в состав города Йошкар-Ола.
В 1952 году открылась деревянная средняя школа.
Также были построены районные учреждения, в том числе детский сад, ясли, ветлечебница, участковая и районная больницы, библиотека, дом культуры. Выпускались газеты «Путь к коммунизму» на русском языке и «Социализм корно» на марийском языке. В 1960 году создан совхоз «Семёновский», куда вошёл почти весь бывший район.
В 1959 году организован психоневрологический диспансер (ныне Республиканская психиатрическая больница), а с 1963 года в Семёновке располагается школа-интернат для глухих и слабослышащих детей.
15 ноября 1963 года образован Семёновский сельсовет Медведевского района, с 1973 года он передан в подчинение Ленинского района Йошкар-Олы. В 1970 году открылось автобусное сообщение с Йошкар-Олой. В 1977 году создан совхоз «Овощевод», бывший одним из крупнейших поставщиков овощей в МарАССР.
С середины 1980-х годов село Семёновка стало активно развиваться и благоустраиваться. Продолжилась застройка многоквартирными домами, построены два детских сада и другие объекты соцкультбыта, а также АТС. К середине 90-х годов село было газифицировано, а улицы — асфальтированы. В начале 1990-х также появились новые улицы индивидуальной застройки.

## Население
| 2002  | 2010  | 2012  | 2015  | 2016  | 2017  | 2018  |
| ----- | ----- | ----- | ----- | ----- | ----- | ----- |
| 6982  | ↘6495 | ↗6747 | ↘6712 | ↗6751 | ↘6745 | ↗7137 |
| 2021  |       |       |       |       |       |       |
| ↘7039 |       |       |       |       |       |       |

По переписи 2010 года в селе проживало 6495 жителей (2933 мужчины и 3562 женщины).

### Национальный состав
По переписи 2002 года русские составляли 59 % населения. Также проживают марийцы, чуваши, татары, армяне, украинцы и другие.

## Инфраструктура
В многоквартирных домах есть канализация, водопровод, стационарная телефонная связь. В Семёновке есть своя амбулатория (открыта в 1999 году), находится школа-интернат для глухих и слабослышащих детей, Муниципальные бюджетные общеобразовательные учреждения: «Средняя общеобразовательная школа № 21 с. Семёновка г. Йошкар-Олы» (построена в 1987 году), «Средняя общеобразовательная школа имени В. С. Архипова с. Семёновка г. Йошкар-Олы» (построена в 1973 году), школа искусств (открыта в 1974 году на территории военного городка). Марийский институт образования, Республиканская психиатрическая больница (была создана в 1959 году; ныне является крупнейшим учреждением подобного профиля в Марий Эл). Есть детские сады.
Село Семёновка де-факто срослось с городом Йошкар-Ола, и вместе с такими населёнными пунктами, как Знаменский, Данилово, Савино образует пригород столицы республики.
В селе расположено Семёновское территориальное управление администрации городского округа «Город Йошкар-Ола», которому подведомственны все сельские населённые пункты городского округа.

## Известные жители
Медведков Вячеслав Михайлович (1940—2017) — советский деятель сельского хозяйства, агроном. Директор совхоза «Овощевод» Медведевского района Марийской АССР (1977—2004). Заслуженный агроном РСФСР (1977).